# Karel Zich
Karel Zich (ur. 10 czerwca 1949 w Pradze, zm. 13 lipca 2004 w Porto-Vecchio) – czeski piosenkarz, gitarzysta i kompozytor.

## Życiorys
Karel urodził się w 1949 r. w Pradze. Dzieciństwo spędził w dzielnicy Vinohrady.
Wraz z kolegą z klasy, Michalem Prokopem, założył zespół rockandrollowy „Framus.” Ukończył Państwowe Konserwatorium w Pradze, a następnie studiował estetykę i socjologię na Wydziale Filozoficznym Uniwersytetu Karola, gdzie uzyskał mały doktorat (PhDr.). Pod koniec lat 60. XX w. dołączył do formacji Spirituál kvintet. Ostatecznie skierował się w stronę kariery solowej. W 1976 r. wydał album pt. Dům č. 5.
W ramach współpracy Karela Zicha z Lenką Filipovą nagrał album Mosty oraz szereg coverów przebojów międzynarodowych. Współpracował z kompozytorami takimi jak Karel Svoboda czy Bohuslav Ondráček, ale wykonywał również własne utwory muzyczne.